# Đuro Hranić
Đuro Hranić (ur. 20 marca 1961 w Vinkovci) – chorwacki duchowny katolicki, arcybiskup metropolita Ðakova-Osijeku od 2013.

## Życiorys
Wstąpił do seminarium w Đakovie i tam skończył studia filozoficzno-teologiczne. Doktoryzował się także z teologii dogmatycznej na Papieskim Uniwersytecie Gregoriańskim.
Święcenia kapłańskie otrzymał 29 czerwca 1986. Był m.in. prefektem seminarium w Đakovie (1993-1996), redaktorem naczelnym biuletynu diecezjalnego (1994-2001), a także sekretarzem generalnym synodu diecezjalnego (1998-2003).

### Episkopat
5 lipca 2001 został mianowany biskupem pomocniczym diecezji Ðakovo-Srijem, ze stolicą tytularną Gaudiaba. Sakry biskupiej udzielił mu bp Marin Srakić.
18 czerwca 2008 został po podniesieniu diecezji do rangi metropolii i zmianie nazwy został biskupem pomocniczym archidiecezji Ðakovo-Osijek.
18 kwietnia 2013 papież Franciszek mianował go arcybiskupem metropolitą Ðakova-Osijeku. Ingres odbył się 6 lipca 2013. Paliusz otrzymał z rąk papieża Franciszka w dniu 29 czerwca 2013.
15 listopada 2023 został wybrany wiceprzewodniczącym Konferencji Episkopatu Chorwacji.